# HMS Panther (G41)
Lo HMS Panther (pennant number G41) fu un cacciatorpediniere della Royal Navy britannica appartenente alla classe P, entrato in servizio nel dicembre del 1941.
Attivo durante la seconda guerra mondiale, il Panther operò nell'oceano Indiano durante gli eventi dell'incursione giapponese e della battaglia del Madagascar, prima di essere destinato al mar Mediterraneo per essere impegnato nel corso dell'operazione Torch e della campagna d'Italia; impegnato nel mar Egeo negli eventi della campagna del Dodecaneso, il cacciatorpediniere fu affondato il 9 ottobre 1943 a sud di Scarpanto in un attacco aereo tedesco.

## Storia

### Oceano Indiano
Ordinata nell'ottobre 1939 ai cantieri della Fairfield Shipbuilding and Engineering Company di Govan, la nave fu impostata il 15 luglio 1940 e varata il 28 maggio 1941 con il nome di Panther ("pantera" in lingua inglese), quinta unità della Royal Navy a portare questo nome; l'unità entrò poi in servizio il 12 dicembre 1941.
Assegnato inizialmente alla Home Fleet, il Panther trascorse le sue prime settimane di base a Scapa Flow, svolgendo esercitazioni e scortando tra la metà del gennaio 1942 e i primi del febbraio seguente la nave da battaglia HMS King George V durante una crociera da Scapa Flow a Hvalfjörður in Islanda e ritorno. Destinato alla 12th Destroyer Flotilla dislocata nell'oceano Indiano, il cacciatorpediniere salpò dall'Inghilterra il 17 febbraio come scorta al convoglio WS16 destinato a Freetown, da dove ripartì facendo tappa a Sant'Elena e Mauritius prima di giungere a Colombo il 24 marzo dove entrò a far parte della Eastern Fleet. Durante gli eventi dell'incursione giapponese nell'Oceano Indiano nell'aprile seguente, il Panther fece da scorta alle unità da battaglia britanniche impegnate nella caccia alle forze giapponesi, oltre a prestare soccorso agli equipaggi degli incrociatori HMS Cornwall e HMS Dorsetshire colati a picco da aerei nemici il 6 aprile al largo di Ceylon.
Trasferito nella base di Bombay, alla fine di aprile il Panther fu assegnato alla forza navale dell'operazione Ironclad, l'invasione del Madagascar (all'epoca controllato dalla Francia di Vichy) da parte delle forze britanniche: il 5 maggio supportò lo sbarco dei reparti terrestri a Diego Suarez nel nord dell'isola, mentre l'8 maggio contribuì all'affondamento del sommergibile francese Monge in coppia con il cacciatorpediniere HMS Active. Il 10 maggio il Panther lasciò le acque del Madagascar per rientrare nel Regno Unito e svolgere lavori di manutenzione di routine nei cantieri del Clyde.

### Atlantico e Mediterraneo
Rientrata in servizio attivo il 20 agosto 1942, la nave riprese servizio con la Home Fleet facendo base a Plymouth. Dopo varie operazioni di scorta nelle acque di casa, alla fine di ottobre il cacciatorpediniere fu assegnato all'operazione Torch, l'invasione anglo-americana di Marocco e Algeria: distaccato in forza alla Force H di Gibilterra, il Panther fu impiegato come scorta per le principali unità da battaglia britanniche dislocate al largo dell'Algeria, ma il 7 novembre finì sotto attacco aereo e riportò danni oltre a tre morti e 10 feriti tra l'equipaggio a causa di colpi caduti nelle vicinanze, dovendo rientrare a Gibilterra per le riparazioni. Ritornato operativo il 10 dicembre seguente, il cacciatorpediniere fu inviato a Orano per essere impiegato come unità di scorta per i convogli navali alleati; il 21 dicembre fu inviato ad assistere il convoglio KMF-5, sotto pesante attacco da parte degli U-Boot tedeschi 40 miglia a nord di Orano, prestando soccorso ai naufraghi della nave trasporto truppe Strathallan silurata e affondata dal sommergibile U-562.
Il Panther continuò con le operazioni di scorta a convogli e formazioni da battaglia britanniche nelle acque del Nordafrica fino ai primi del febbraio 1943, quando rientrò nuovamente nel Regno Unito per svolgere un nuovo turno di lavori; rientrato in squadra in marzo, fu assegnato al 40th Escort Group di Londonderry per operare come unità di scorta nelle acque dell'oceano Atlantico. Dopo varie missioni nelle acque atlantiche, il Panther fu inviato nuovamente nel mar Mediterraneo alla fine di maggio 1943 per prendere parte allo sbarco in Sicilia (operazione Husky) come parte della 14th Destroyer Flotilla: oltre a scortare le unità maggiori della Mediterranean Fleet, il Panther condusse un bombardamento navale di Scalea in Calabria il 14 agosto e di Vibo Valentia il 15 agosto, mentre il 19 agosto intercettò un convoglio di chiatte che fu in gran parte distrutto. Il 9 settembre il Panther scortò la forza anfibia britannica inviata a occupare Taranto (operazione Slapstick), mentre a partire dal 15 settembre fu brevemente dislocata al largo di Salerno per appoggiare i reparti alleati qui sbarcati, salvo salpare già il 16 settembre per scortare la nave da battaglia HMS Warspite alla volta di Malta dopo che questa era rimasta gravemente danneggiata in un attacco aereo.
Inizialmente assegnato alla protezione dei convogli di truppe diretti da Algeri ad Ajaccio in Corsica, il Panther fu distaccato in ottobre ad Alessandria d'Egitto per essere impegnato nelle acque del mar Egeo nel corso della campagna del Dodecaneso. Il 7 ottobre 1943 l'unità salpò da Alessandria insieme all'incrociatore HMS Carlise e al cacciatorpediniere HMS Petard per compiere una puntata offensiva nelle acque di Scarpanto, per dirigere poi a pattugliare le acque di Coo e Lero. Il 9 ottobre, mentre era in navigazione nelle acque tra Scarpanto e Creta, il Panther finì sotto attacco da parte di una formazione di bombardieri in picchiata Junkers Ju 87 tedeschi: raggiunto da due colpi in pieno e da quattro bombe cadute nelle vicinanze, il cacciatorpediniere subì danni gravissimi e affondò nel giro di pochi minuti nella posizione 35° 48' N, 27° 30' E con la morte di 33 membri dell'equipaggio.